# Kauffmann (adelsslægt)
Kauffmann eller von Kauffmann er en dansk/tysk adelslægt. I henhold til Danmark Adels Aarbog stammer slægten oprindeligt fra Schwaz i Tyrol, den dengang næststørste by i Østrig, berømt for sine guld- og sølvminer. Stamfaderen Oswald stiftede sammen med sin hustru Anna i 1444 en messe ”Arstiderne” der forsat afholdes, for deres slægt i Georgenberg klosterkirke.

## Våbenskjold
Slægtens våbenskjold er firdelt, 
1. En fra højre side kommende sølv væbnet arm, holdende en stridsøkse i rødt
2. Tværdelt ved en blå bjælke i guld, hvori en opvoksende ridder med blåt brystharnisk, og guld, hvori 3 jævnsides stillede blå kugler
3. To sølv kanoner i guld (sic)
4. Tværdelt, foroven en guld ring i rødt, forneden tværdelt og tre gange delt, hvert ”felt” atter skrådelt fra venstre, af guld og rødt.

På hjelmen en opvoksende rød løve med en rød og en guld hale, holdende i højre forpote en sølv stridsøkse, i den venstre en guld ring.

## Historie
Oswald og Anna`s sønnesøn Johan (Hans) Dr.jur. blev Borgmester i Wien  fik rang og stilling, som noblesse de la robe år 1530 i den Nedre østrigske ridderstand og i den anledning kunne han og sine efterkommere føre våbenskjold og føje von til deres efternavn Slægten blev forlenet til Schloss Jeutendorf med tilliggende Rassing og Ainödt, Landkreds Sankt Pølten, Niederösterreich.
Som protestanter blev slægten fordrevet under 30-årskrigen, hvor Hinrick von Kauffmann i 1620 udvandrede til de Spanske Nederlande. Han fik 2 sønner med Maria von Rochau, Hans og Balthasar. 
Hans' næstældste søn Conrad født 1659, trådte i dansk-norsk krigstjeneste 1685 og døde 1720 som kommandant på fæstningen Christianfjæld i Sydnorge.
Slægten tjente herefter som officerer og embedsmænd for den dansk-norske konge.
Med de Slesvigske krige splittedes slægten i en dansk gren og i en slesvig-holstensk gren.
Den naturaliserede danske gren fik dansk adelspatent i 1905 og uddøde efter 58 års dansk adelskab med 10. slægtled i 1963 med Ambassadør Heinrich von Kauffmann. Der kan bl.a. .læses om Heinrich von Kauffmann under "Danske politikkere" og i Bo Lidegaards bog; "I Kongens navn"..
Slægt efter Henrik Louis Hans von Kauffmann.
Den "Ikke naturaliserede" slesvig-holstenske gren viderefører slægtens rang og stilling fra 1530 i den Nedre østrigske ridderstand *, med  
08. slægtled Philip Ludvig 4 Juli 1830 død 14 Marts 1885 
09 slægtled Ludvig Christian Ulrich 5 September 1859 død 30 Januar 1934 
10 Slægtled Ernst Ludvig Peter Christian 1 December 1897 død 8 August 1974 
11 Slægtled Peter Christian Ulrich 21 September 1938 (Moder Birte Jarl 1907-1945)      
.